# 노바 (1995년)
노바(본명: 김동현, 1995년 7월 3일 ~ )은 대한민국의 리그 오브 레전드 프로게이머로 아이디는 Nova이다. 포지션은 정글라이너이다.

## 선수 생활
노바는 2013년 6월 에일리언웨어 아레나에 입단했다. 에일리언웨어 아레나 소속으로 리그 오브 레전드 챔피언스 윈터 2013-2014에 출전했다. 2013년 11월 팀에서 퇴단했다.
2015년 5월, 중국 2부리그 팀인 2144 게이밍에 입단했다. 
2018년 3월, LMS의 홍콩 에티튜드에 입단했다.
2018 시즌 종료 이후 무적 신분으로 지내다가 2019년 5월, LLA 소속인 멕시코의 올 나이츠에 입단했다. 2019 클로징 시즌에서는 팀의 준우승에 기여했다. 2019년 11월, 팀을 퇴단했다.

## 소속팀
| # | 팀명                | 소속 기간               | 소속 리그 | 비고 |
| - | ------------------- | ----------------------- | --------- | ---- |
| 1 | 에일리언웨어 아레나 | 2013.06 ~ 2013.11       | LCK       |      |
| 2 | 2144 게이밍         | 2015.05 ~ 2016          | LSPL      |      |
| 3 | 홍콩 에티튜드       | 2018.03.01 ~ 2018.06.06 | LMS       |      |
| 4 | 올 나이츠           | 2019.05.23 ~ 2019.11.20 | LLA       |      |

## 수상 내역
- 라틴 아메리카 리그 클로징 2019 준우승